# Échange électronique professionnel
L’échange électronique professionnel (EEP ou B2B en anglais) est le nom donné au moyen pour au moins deux entités d’échanger des informations électroniques, de la manière la plus automatisée possible, par l’intermédiaire d’outils informatiques.  

## Normalisation
Ce type d'échange a commencé à faire l'objet de protocoles standardisés et d'une normalisation mondiale avec l'apparition de l'Internet, qui s'appuie maintenant de plus en plus sur le langage XML (eXtensible Markup Language).
Pour les réseaux d'échanges commerciaux, la norme internationale UN/EDIFACT a principalement cadré l’échange de données informatisées (EDI). 

Deux organismes de standardisation ; UN/CEFACT (United Nations Centre for Trade Facilitation and Electronic Business) et OASIS (Organization for the Advancement of Structured Information Standards) continuent à produire ou développer des normes pour le business électronique utilisant XML (ebXML ou e-business XML). 
Des enjeux de sécurisation des transferts de données (notamment personnelles, juridiques, confidentielles, financières, etc) sont au cœur de ces démarches.